# Hans Heckner
Hans Heckner (* 24. November 1878 in Vötting; † 4. Januar 1949 in Aschersleben; Taufname: Johann Evangelist Heckner) war ein deutscher Architekt und Stadtplaner.

## Leben
Hans Heckner wurde am 24. November 1878 im oberbayrischen Vötting geboren. Von 1899 bis 1903 studierte er an der Technischen Hochschule München Architektur, u. a. bei Carl Hocheder. Währenddessen wurde er Mitglied des Akademischen Architekten Vereins München. Nach seinem Abschluss als Diplom-Ingenieur arbeitete er zunächst als Mitarbeiter für Hocheder an der Ausführung von Bauten in Siebenbürgen.
1906 erhielt Heckner auf Empfehlung von Hocheder die Stelle des Stadtbaumeisters in Aschersleben. Seit 1908 unterhielt er zusätzlich ein privates Architekturbüro. 1910 wurde seine Stadtbaumeisterstelle in eine Stadtbauratsstelle umgewandelt. Etwa zur gleichen Zeit wurde er als Mitglied in den Deutschen Werkbund (DWB) berufen. 1914/1915 promovierte er über ein städtebauliches Thema bei Theodor Goecke an der Technischen Hochschule Berlin-Charlottenburg zum Doktor-Ingenieur (Dr.-Ing.).
1920 lehnte Hans Heckner eine Berufung als Stadtbaurat nach Essen ab. Von 1923 bis 1928 fungierte er auch als Herausgeber der renommierten Fachzeitschrift „Der Industriebau“. 1935 trat er – offiziell aus gesundheitlichen Gründen – vom Amt des Stadtbaurats zurück und arbeitete von da an ausschließlich freiberuflich. Er starb am 4. Januar 1949 in Aschersleben und wurde auf dem städtischen Friedhof beerdigt.

## Bauten

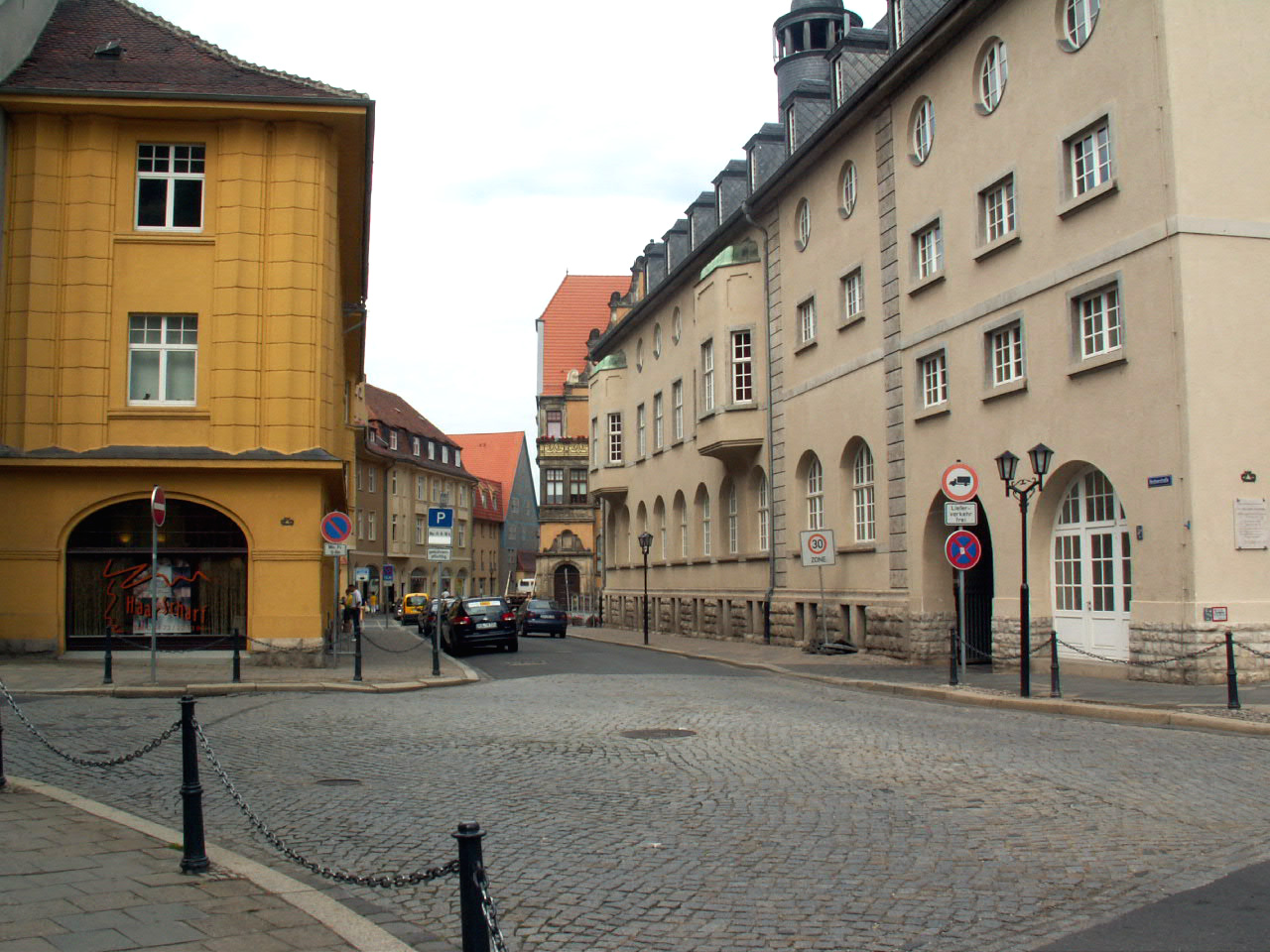
Häuser an der Hecknerstraße in Aschersleben
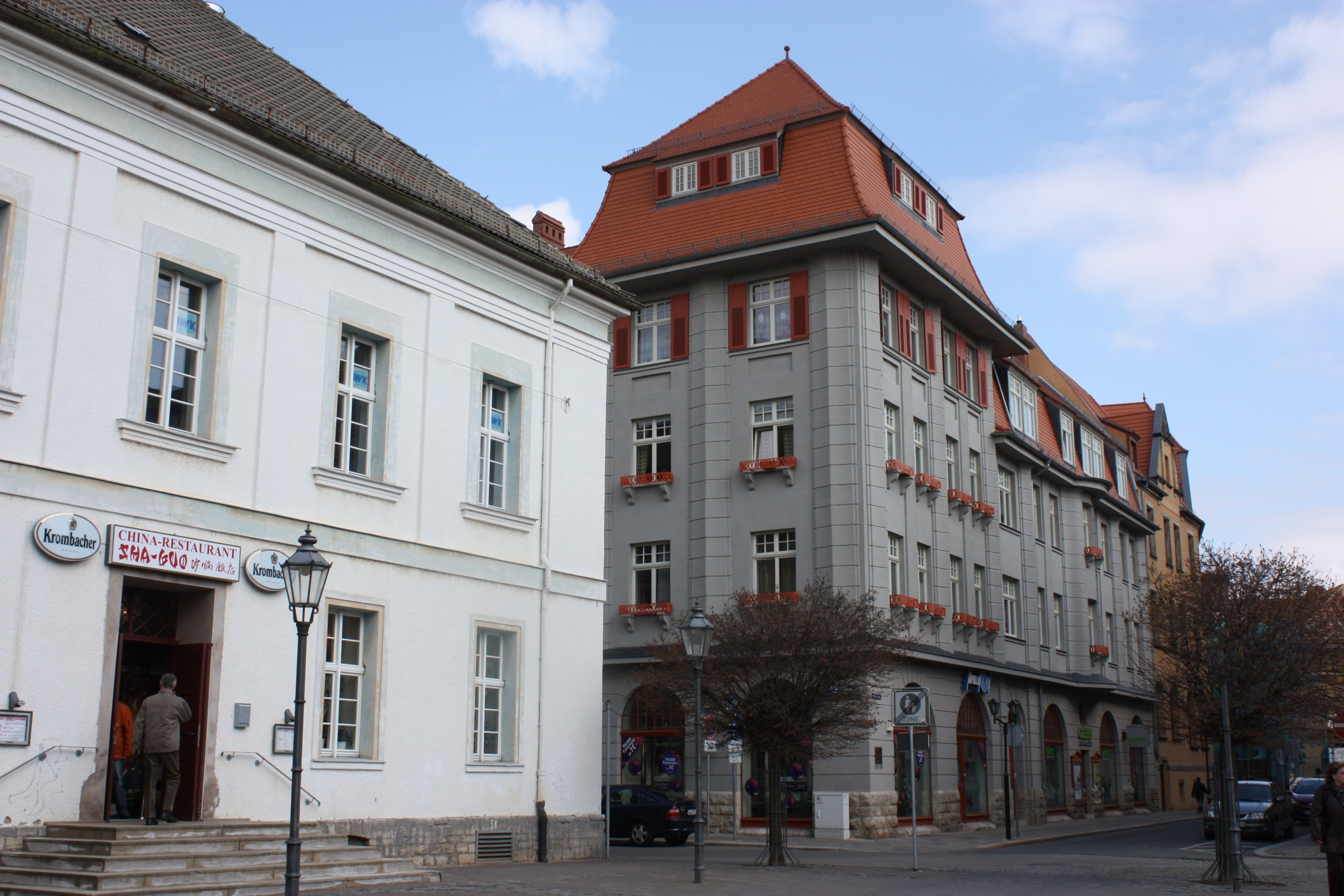
Wohn- und Geschäftshaus Hecknerstraße 2 in Aschersleben (rechts)
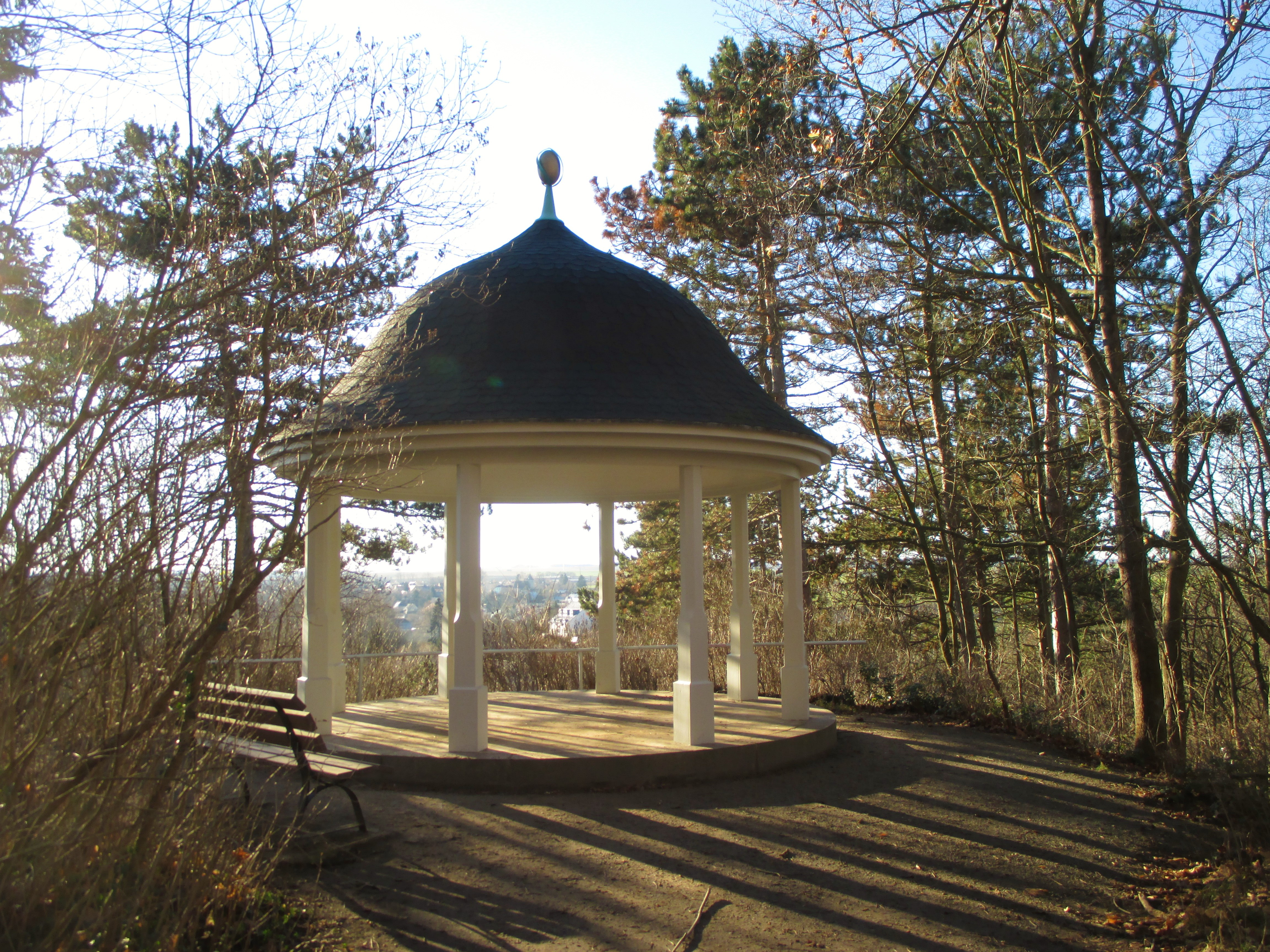
Aussichtspavillon „Luisenblick“ im Stephanspark
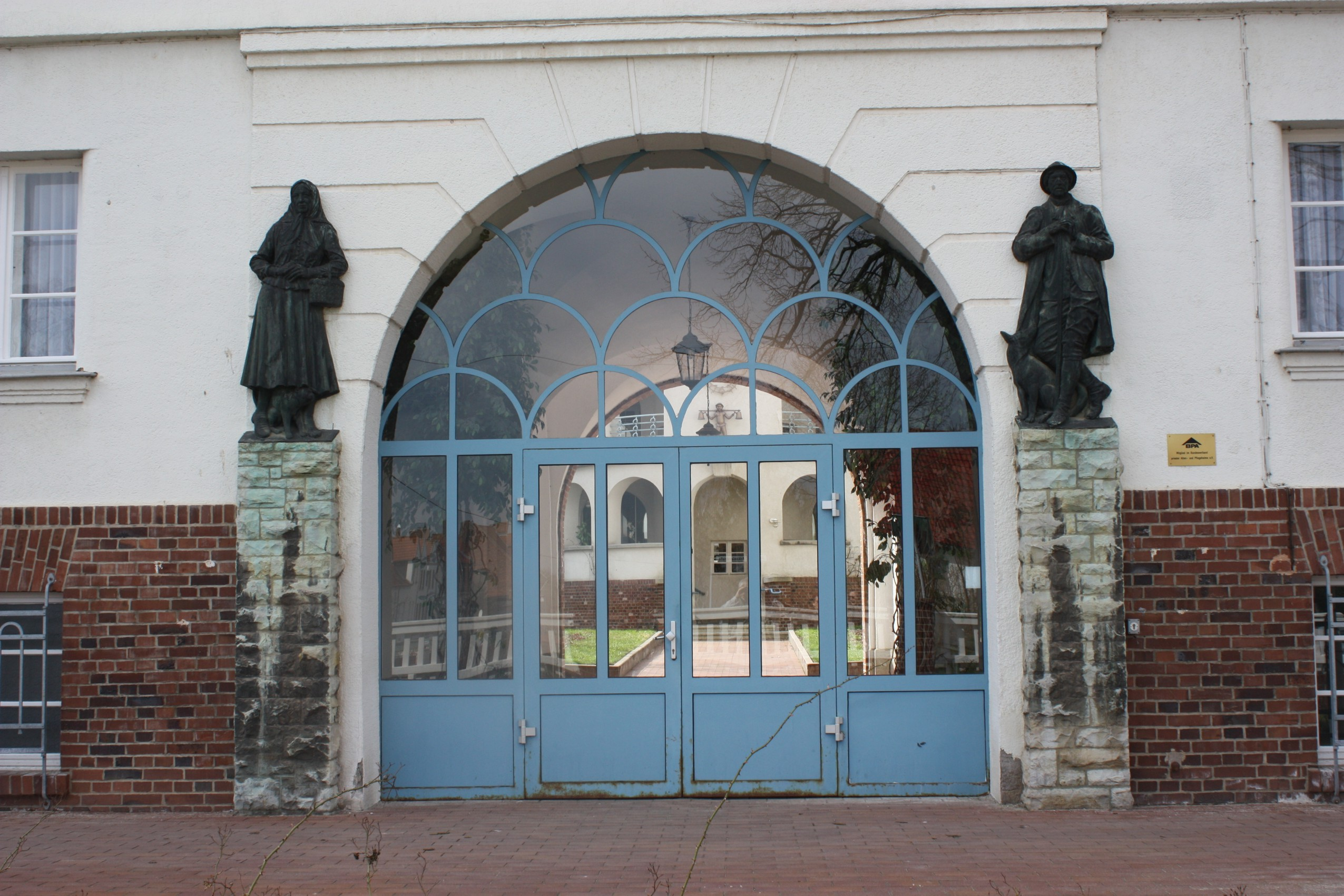
Portal des Seniorenheims auf der Alten Burg in Aschersleben
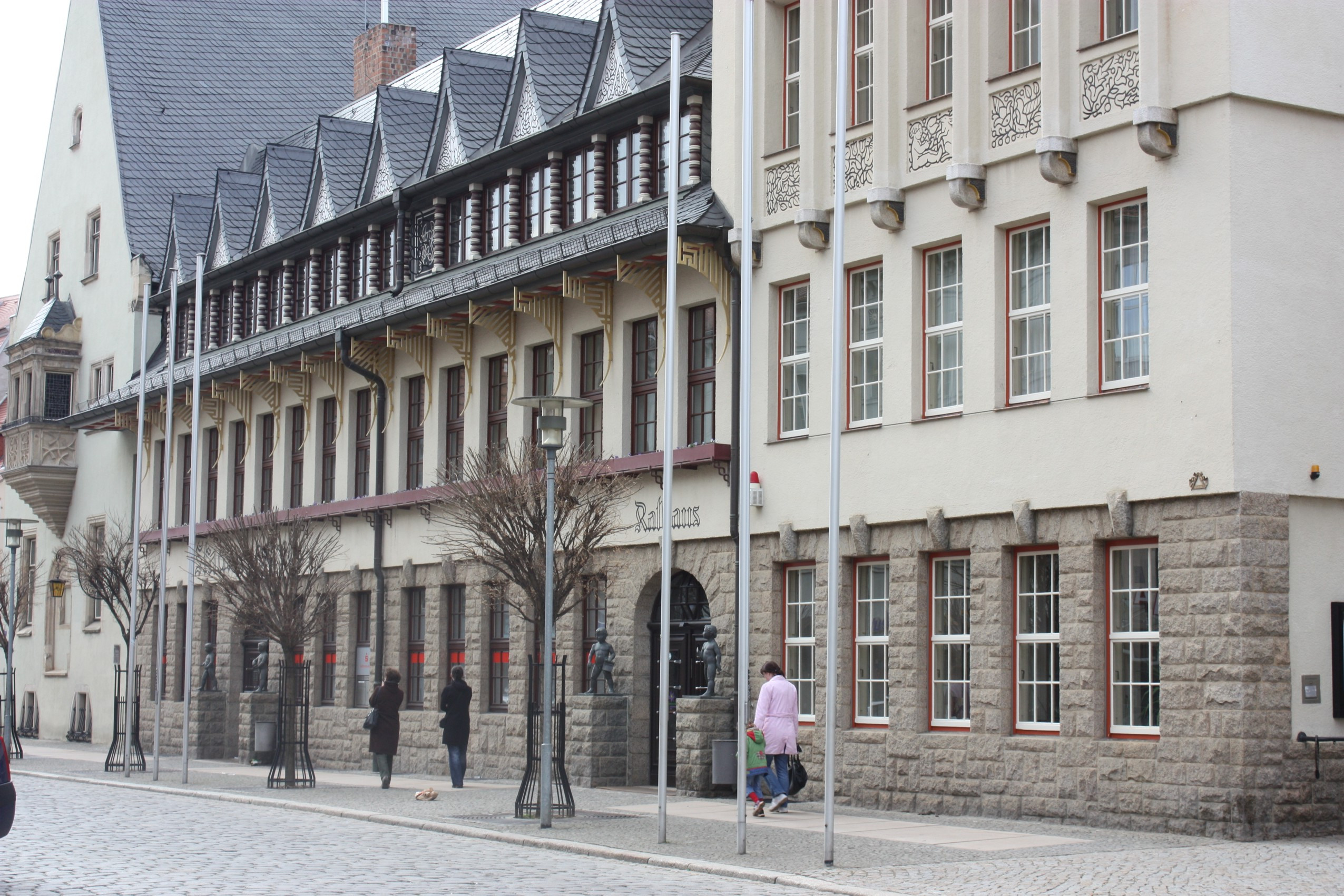
Erweiterungsbau des Rathauses in Aschersleben
Aussegnungshalle des jüdischen Friedhofs in Aschersleben

- 1903: Badeanstalt in Hermannstadt (Siebenbürgen) (Bauleitung nach Entwurf von Carl Hocheder)
- 1905–1906: Volksschule in Grossau (Siebenbürgen)
- 1908: Wohnhaus Nienburger Straße 8 in Bernburg (Saale)
- 1908–1910: Wohn- und Geschäftshäuser an der Hecknerstraße (früher: Poststraße) in Aschersleben
- 1910–1911: Fabrikgebäude der Fa. H. C. Bestehorn (mit Dreibogentor und Turm) in Aschersleben, Wilhelmstraße (mit Ingenieur Paul Ranft)[2]
- 1910–1912: städtisches Krankenhaus Aschersleben, Eislebener Straße
- 1912: Maschinenzentrale der Kaliwerke Aschersleben, Wilslebener Straße bzw. Schmidtmannstraße (?)[3]
- ab 1912: Johannishof-Siedlung in Aschersleben
- 1914: Kaufhaus Rahmlow & Kressmann (Elka-Kaufhaus) in Aschersleben, Markt 18/19
- 1917: Kriegerdenkmal auf dem Friedhof II in Bernburg (nicht erhalten)
- 1925: Wohnhaus Heynemannstraße 1 in Aschersleben (für den ersten Krankenhausdirektor Heynemann)
- 1926: neue Toranlage des städtischen Friedhofs in Aschersleben
- 1927: Gefallenen-Denkmal in Ermsleben
- 1928: Aussegnungshalle für die Jüdische Gemeinde Aschersleben
- 1929: Seniorenheim auf der Alten Burg in Aschersleben, Askanierstraße 40
- 1930: Erweiterung des Kreiskrankenhauses in Ballenstedt
- 1935: Erweiterungsbau des Rathauses mit Stadtsparkasse in Aschersleben
- 1936: Sparkasse in Köthen (Anhalt)
- 1937: Woltersdorff-Gymnasium in Ballenstedt
- 1938: Bühnenhaus als Anbau zum „Bestehornhaus“ in Aschersleben